# Rugby Rovigo 2002-2003

## Super 10 2002-03

### Stagione regolare
| Incontro                   | Andata | Ritorno |
| -------------------------- | ------ | ------- |
| L’Aquila — Rovigo          | 6-19   | 19-24   |
| Rovigo — Rugby Roma        | 43-18  | 34-17   |
| Rovigo — GRAN Parma        | 23-29  | 19-27   |
| Benetton — Rovigo          | 15-8   | 21-18   |
| Rovigo — Amat. & Calvisano | 12-21  | 0-64    |
| Viadana — Rovigo           | 37-28  | 30-24   |
| Rovigo — Parma             | 16-27  | 22-34   |
| Petrarca — Rovigo          | 26-10  | 5-12    |
| Rovigo — Silea             | 24-16  | 20-33   |

#### Risultati della stagione regolare
| Posizione | G  | V | N | P  | PF  | PS  | DP  | B | Pt |
| --------- | -- | - | - | -- | --- | --- | --- | - | -- |
| 7ª        | 18 | 6 | 0 | 12 | 356 | 455 | -99 | 7 | 31 |

## Coppa Italia 2002-03

### Prima fase
| Incontro            | Risultato |
| ------------------- | --------- |
| GRAN Parma — Rovigo | 7-30      |
| Rovigo — Benetton   | 23-19     |
| Silea — Rovigo      | 29-53     |

#### Risultati della prima fase
| Posizione | G | V | N | P | PF  | PS | DP  | B | Pt |
| --------- | - | - | - | - | --- | -- | --- | - | -- |
| 1ª        | 3 | 3 | 0 | 0 | 106 | 55 | +51 | 2 | 14 |

### Fase finale
| Turno | Incontro         | Risultato |
| ----- | ---------------- | --------- |
| SF    | Viadana — Rovigo | 30-21     |

## European Challenge Cup 2002-03

### Sedicesimi di finale
| Incontro                | Andata | Ritorno |
| ----------------------- | ------ | ------- |
| Rovigo — Stade français | 6-64   | 20-81   |

## European Shield 2002-03

### Ottavi di finale
| Incontro            | Andata | Ritorno |
| ------------------- | ------ | ------- |
| Rovigo — Caerphilly | 26-22  | 17-56   |

## Verdetti
- Rovigo qualificato alla European Challenge Cup 2003-04.